# Distretto di Altınordu
Il distretto di Altınordu (in turco Altınordu ilçesi) è un distretto della provincia di Ordu, in Turchia. Fino al 2012 costituiva il distretto centrale della provincia di Ordu, rinominato in Altınordu poiché, a seguito dell'istituzione del comune metropolitano di Ordu, quest'ultimo nome è stato riservato alla città.